# Beastly Boyz
Beastly Boyz (znany także pt. Beastly Boyz: A Twisted Tale of Revenge) – kanadyjsko-amerykański film fabularny (horror) z 2006 roku, napisany i wyreżyserowany przez Davida DeCoteau. Obraz utrzymany jest w tonie serii The Brotherhood, zapoczątkowanej przez reżysera w 2001, podobnie, jak poszczególne elementy z owego cyklu, zawiera motywy homoseksualne.
Beastly Boyz to pierwszy film dystrybuowany przez firmę Rapid Heart Extreme. Wielokrotnie emitowany był przez amerykańską stację telewizyjną here!, podejmującą w swej ramówce tematykę LGBT; w założeniu powstawał jako produkcja telewizyjna.
Jak podkreśla DeCoteau, Beastly Boyz jest najbardziej dziwacznym i prowokacyjnym z jego dzieł. W filmie poruszane są między innymi wątki bondage'u, a także przedstawione zostają wymowne sceny bestialstwa.

## Opis fabuły
Piękna artystka Rachel zostaje pozbawiona życia przez grupę bezdusznych zabójców. Jej brat Travis postanawia pomścić gwałtowną i brutalną śmierć dziewczyny. Prowadzony przez głos ducha siostry, młody mężczyzna eliminuje morderców Rachel, jednego po drugim.

## Obsada
- Sebastian Gacki − Travis
- Emery Wright − Jennings
- Kyle Schwitek − Adam
- Dean Hrycan − Markus
- Valerie Murphy − Rachel
- Tyler Burrows − Simon
- Neil William Hrabowy − Max
- Andrew Butler − Mario
- Charlie Marsh − Emery